# Zázrakem uzdravený
Zázrakem uzdravený (v originále Le Miraculé) je francouzský hraný film z roku 1987, který režíroval Jean-Pierre Mocky podle vlastního scénáře. Snímek měl světovou premiéru na mezinárodním filmovém festivalu v Berlíně v únoru 1987.

## Děj
Papu je povaleč, který si vydělává na živobytí podváděním v karetních hrách a prodejem balónků. Právě při prodeji balónků ho jednoho večera srazí auto. Rychle se chopí příležitosti a předstírá ochrnutí nohou, aby získal velkou sumu na pojistném.
Ovšem pojišťovák Ronald Fox-Terrier, který po šoku oněměl, se rozhodne podvod odhalit. Jeho kolega Plombie mu prozradí, že Papu se chystá do Lurd, aby jako ochrnutý muž mohl poté znovu používat nohy.
Foxteriér jede vlakem přepravujícím poutníky do Lurd. Během cesty potkává různé postavy. Je zde Angelica, údajná cikánka, opat Humus, tajemník samotného monsignora biskupa, zodpovědný za doprovod a vedení pouti, a také simulant, který rychle odhalí pojišťovákovy úmysly.
Katolík Joulin si také všiml Papuova podvodu. Rozhodne se však mlčet a využít budoucího zázraku, aby se oživil místní obchod. Angelika, která také hned pochopila, že údajný ochrnutý je jen falešný, čeká, jestli z toho sama nebude mít nějak výhody.
Po příjezdu do Lurd mu Papu unikne. Foxteriéra ale bohužel zajmou invalidé na invalidních vozících.
Poutníci se shromažďují v zázračné jeskyni. Papu je proti své vůli vržen do vody, jejíž velmi nízká teplota okamžitě způsobí, že skutečně ochrne, zatímco Foxteriér, který také skočil do vody, zázračně znovu získá schopnost mluvit, až na to, že dokáže mluvit pouze anglicky. V každém případě to on se stane zázračně uzdraveným z Lurd.

## Obsazení
| Michel Serrault        | Ronald Fox Terrier         |
| Jean Poiret            | Papu                       |
| Jeanne Moreau          | Sabine                     |
| Sylvie Joly            | paní Fox Terrierová        |
| Jean Rougerie          | Monseigneur                |
| Roland Blanche         | Plombie                    |
| Sophie Moyse           | Angelica                   |
| Marc Maury             | abbé Humus                 |
| Hervé Pauchon          | Joulin                     |
| Jean Abeillé           | Victor                     |
| Georges Lucas          | Dulac                      |
| Dominique Zardi        | Rondolo                    |
| Antoine Mayor          | klaun                      |
| Olivier Hémon          | Cyrano                     |
| Gaby Agoston           | dědeček s balóny           |
| Jac Berrocal           | člen spolku                |
| Jean-Pierre Clami      | policista                  |
| Luc Delhumeau          | policista                  |
| Patrick Fontana        | Ahmed                      |
| Lisa Livane            | dáma ve fialovém           |
| Francky Pain           | Mapouletta                 |
| Pierre-Marcel Ondher   | Skot                       |
| Marie-Christine Robert | Flora                      |
| Jacky Tertrin          | Armand                     |
| Jean-Pierre Mocky      | muž s řernou páskou        |
| Pascal Ternisien       | internista                 |
| Sophie Berkman         | matka Ronalda Fox Terriera |
| Ariane Kah             | nahá žena v nemocnici      |